# Þórisvatn
Der Þórisvatn ist ein See im isländischen Hochland. Er liegt großenteils in der Gemeinde Ásahreppur sowie zu einem kleinen Teil in der Gemeinde Rangárþing ytra.

## Geografie und Beschreibung
Þórisvatn, der größte See Islands, befindet sich am südlichen Ende der Sprengisandur-Piste und nördlich der vulkanischen Veiðivötn.
Es handelt sich um einen durch Aufstauen erheblich vergrößerten See, dessen Oberfläche im Mittel zwischen 83 und 88 km² liegt bei einer Wassertiefe von bis zu 113 m.
Das Wasser von zahlreichen Quellen wird hier gesammelt. Der Fluss Kaldakvísl wurde umgeleitet und fließt in den Stausee. Die Wasserenergie wird im Vatnsfell-Kraftwerk genützt, von wo aus das Wasser in den Sigöldulón weiterfließt.
Auffallend ist die meist türkisgrüne Farbe des Sees, der sich so deutlich von der grauschwarzen Lavawüste ringsum abhebt.
Am 3. August 2025 war der Þórisvatn das erste Mal seit dem Sommer 2019 wieder ganz gefüllt.
Zeitgleich war auch der Hálslón des Kárahnjúkar-Kraftwerks komplett gefüllt.
Das sind die beiden größten Stauseen, die von Landsvirkjun unterhalten werden.